# Meganisi
Meganisi (in greco Μεγανήσι?) è un comune della Grecia situato nella periferia delle Isole Ionie (unità periferica di Leucade) con 1 092 abitanti secondo i dati del censimento 2001.
Il territorio comunale comprende l'isola omonima, l'isola di Skorpios e l'isola di Sparti.

## Località
Nell'isola di Maganisi sono presenti 3 località (popolazione al 2001):
- Katomeri (492 abitanti)
- Spartochori (453 abitanti)
- Vathy (145 abitanti)